# Madjer
João Victor Saraiva známější pod přezdívkou Madjer (* 22. ledna 1977 Luanda, Angola) je plážový fotbalista a kapitán portugalského reprezentačního výběru. Je držitelem několika cen a rekordů FIFA Beach Soccer World Cup, převážně pro jeho schopnosti v zakončení. V roce 2005, 2006 a 2008 vyhrál cenu Golden Foot pro největší počet vstřelených branek na Mistrovství světa.
V kontrastu k jeho velké výšce (194 cm) oplývá Madjer skvělou technikou, kterou využívá často v akrobatickém zakončení (nůžky, střely z voleje apod.)
Drží rekord v nejvyšším počtu branek vstřeleném na jednom závěrečném turnaji MS (21) jakož i prvenství v počtu branek vstřelených v jednom zápase MS (7).
Je vicemistrem světa z let 1999, 2002 a 2005, a mistrem světa z roku 2001.